# マット・オズマン
マット・オズマン（Matt Osman、1967年10月9日 - ）は、イギリス出身のミュージシャン。1992年にデビューしたロックバンド、スウェードのベーシスト。
音楽活動以外に、作家としていくつか著書を出版している。

## 来歴・人物
1967年、ハートフォードシャーウェリン・ガーデン・シティで生まれる。ウェスト・サセックスヘイワーズ・ヒースで育った。弟は、司会者、作家、コメディアンとして活動するリチャード・オズマンである。ロンドン・スクール・オブ・エコノミクス卒業後、1989年に経済学の学士号を取得した。
ブレット・アンダーソンと出会い、彼と一緒にザ・ピッグスやスワーヴ・アンド・エレガントというガレージ・ロック・バンドのメンバーとして活動していた。1989年にスウェードを結成した。2003年にスウェードが活動休止した。
2010年、スウェードが再結成され、バンド活動を再開した。
電子メールマガジン、LeCoolロンドンの編集者として勤めている。2008年夏発行のロンドン ガイドブックで編集者として貢献した。著作が雑誌のガーディアン、インデペンデント、そして新聞のオブザーバーに掲載されている。
2020年、小説『The Ruins』がリピーター・ブックスから出版。
2023年、2作目となる小説『The Ghost Theatre』がブルームズベリー・パブリックから出版。また、スティーブ・エルコックとの共著『England on Fire』 を出版。